# Drážovce
Drážovce (deutsch Draschowitz, ungarisch Darázsi) ist eine Gemeinde in der Mitte der Slowakei mit 92 Einwohnern (Stand 31. Dezember 2024), die im Okres Krupina, einem Kreis des Banskobystrický kraj, liegt.

## Geographie
Die Gemeinde befindet sich am südwestlichen Rand der Hochebene Krupinská planina, im Tal des Baches Klastavský potok (auch Báčovský potok genannt) im Einzugsgebiet der Štiavnica. Das Ortszentrum liegt auf einer Höhe von 196 m n.m. und ist 20 Kilometer von Krupina entfernt (Straßenentfernung).
Nachbargemeinden sind Ladzany im Norden, Sebechleby im Nordosten, Hontianske Tesáre im Osten und Süden sowie Lišov im Südwesten und Westen.

## Geschichte
Drážovce wurde zum ersten Mal in der Gründungsurkunde des Klosters in Bzovík aus dem Jahr 1135 als Dras schriftlich erwähnt. Der Ort lag in der Herrschaft der Burg Hont, im Jahr 1267 war er Besitz von Arnold aus Schemnitz, bis zur zweiten Hälfte des 14. Jahrhunderts gehörten die Ortsgüter der landadligen Familie Darázsi, gefolgt durch die Familie Dalmady. Im 18. Jahrhundert besaßen Familien wie Jesenský, Radvány und Sembery Gutsanteile. 1715 gab es 22 Haushalte, 1828 zählte man 32 Häuser und 197 Einwohner, die als Landwirte und Winzer beschäftigt waren.
Bis 1918 gehörte der im Komitat Hont liegende Ort zum Königreich Ungarn und kam danach zur Tschechoslowakei beziehungsweise heute Slowakei. 

## Bevölkerung
| Jahr                | 1994 | 2004    | 2014     | 2024     |
| ------------------- | ---- | ------- | -------- | -------- |
| Anzahl der Personen | 127  | 120     | 145      | 117      |
| Unterschied         |      | −5,51 % | +20,83 % | −19,31 % |

| Jahr                | 2023 | 2024 |
| ------------------- | ---- | ---- |
| Anzahl der Personen | 117  | 117  |
| Unterschied         |      | +0 % |

Nach der Volkszählung 2011 wohnten in Drážovce 147 Einwohner, davon 146 Slowaken und ein Magyare.
87 Einwohner bekannten sich zur römisch-katholischen Kirche, 42 Einwohner zur Evangelischen Kirche A. B. und ein Einwohner zur evangelisch-methodistischen Kirche. Sieben Einwohner waren konfessionslos und bei 10 Einwohnern wurde die Konfession nicht ermittelt.

## Bauwerke
- evangelische Kirche im klassizistischen Stil aus dem Jahr 1843
- Holzglockenturm aus dem Ende des 18. Jahrhunderts